# 獵頭 (招聘)
猎头（英語：Headhunting或Executive Search），是一种人才招聘方式，意思即指「网罗高级人才」。猎头与一般的企业招聘、人才推荐和职业介绍服务的不同是，猎头追逐的目标都盯在高学历、高职位、高价位三位一体的人身上，它搜寻的是那些受教育程度高、实践经验丰富、业绩表现出色的专业人才和管理人才，是一种帮助公司企业招聘高级候选人的人才中介机构。
专业的猎头顾问一般具有良好的人事经理经验，为企业提供人力资源开发指导性建议，提供候选人才的真实情况并进行坦诚交流，阅历丰富，或从事过较高的职位，以提供有参考价值的意见。专业的猎头顾问严守行业规范和职业操守，具备高超的沟通能力和技巧，准确全面的了解客户真正需要。有些猎头顾问還具备较深的心理学、人际关系学等知识。这种专业服务从人员品質及招聘成本上均被许多企业所认可。
猎头的收费通常是候选人年薪的25%-30%左右。比较通用的收费形式分为「收取预付定金」、「不收预付定金」两种。

## 猎头顾问與職業介紹所的差異
猎头公司和職業介紹所有很大不同，猎头公司不对个人进行收费，只向企业收费，職業介紹所则对服务需求方进行收费，即个人要找工作就对个人收费，企业找人就向企业收费，职位的层次比较低。猎头公司需要提供人才评价、调查、协助沟通的顾问咨询服务，職業介紹所往往非常简单的撮合；猎头收费很高，而職業介紹所收费往往比较低；猎头主要是主动寻找人才，職業介紹所更多的是在现有资源中撮合。另外，職業介紹所更多的为找工作的人服务，猎头公司更多的是为能力强、职位较高或特殊的人才服务。

## 猎头在中国
猎头服務在二十世紀末进入中国大陸，随着中国的改革开放以及大批外资企业的涌入，中国猎头行业也随之萌芽，进入探索和快速发展阶段。随着中国加入世贸组织，整个经济环境越来越具有竞争性，人力资源作为企业中活跃的部分，成为企业进一步发展的决定性力量。猎头服务的出现，促成社会经济体制中人力资源的流动和合理配置，猎头服务成为企业求取高级人才和高级人才流动的重要渠道，并逐渐开始形成了一种产业。 
中国职业经理人市场的日渐成熟，这些公司为了尽快适应市场需要，一般都会寻求专业的猎头公司为其提供适合企业的人才。
通常在中国猎头分为三种：欧美系，日资系，本土猎头。这三种服务方式和猎头公司内部的企业文化通常迥然不同。

## 日资系猎头
日资系的猎头通常介于中层人才至高端人才之间。因日资企业文化的缘故，通常会将企业中除了低层以外的招聘工作全部外包，且因日资猎头只在就职成功后才收费，因此往往会出现一家大型日资企业的人事担当，同时与数家甚至数十家中小型猎头签约的现象（此时猎头的职能更偏向于上文所述的中介服务），可以说是一种广撒网再择精优的招聘模式。

## 相關
- 人力仲介
- 專家派遣